# Dohertya cymatophoroides
Dohertya cymatophoroides är en fjärilsart som beskrevs av George Francis Hampson 1894. Dohertya cymatophoroides ingår i släktet Dohertya och familjen björnspinnare. Inga underarter finns listade i Catalogue of Life.